# Thibaut De Smet
Thibaut De Smet (Waregem, 7 de mayo de 1999) es un deportista belga que compite en duatlón.
Ganó dos medallas de oro en el Campeonato Mundial de Duatlón Campo a Través, en los años 2022 y 2025,  y una medalla de oro en el Campeonato Europeo de Duatlón Campo a Través de 2023.

## Palmarés internacional
| Campeonato Mundial | Campeonato Mundial      | Campeonato Mundial | Campeonato Mundial |
| Año                | Lugar                   | Medalla            | Prueba             |
| ------------------ | ----------------------- | ------------------ | ------------------ |
| 2022               | Târgu Mureș (Rumania)   | Medalla de oro     | Individual         |
| 2025               | Pontevedra (España)     | Medalla de oro     | Individual         |
| Campeonato Europeo |                         |                    |                    |
| Año                | Lugar                   | Medalla            | Prueba             |
| 2023               | Riva del Garda (Italia) | Medalla de oro     | Individual         |